# Etheostoma cinereum
The ashy darter (Etheostoma cinereum) là một loài cá thuộc họ Percidae. Nó là loài đặc hữu của Hoa Kỳ.